# Puchar Europy Mistrzów Klubowych (1978/1979)
XXIV Puchar Europy Mistrzów Klubowych 1978/1979

(ang. European Champion Clubs’ Cup)

## Runda wstępna
| AS Monaco FC – Steaua Bukareszt 3:0 i 0:2 1 16.08 1978 1:0 Onnis 42, 2:0 Zorzetto 48, 3:0 Nogues 60 2 30.08 1978 0:1 Troi 49, 0:2 Troi 75 |

## I runda
| Nottingham Forest – Liverpool F.C. 2:0 i 0:0 1 13.09 1978 1:0 Birtles 26, 2:0 Barret 87 2 27.09 1978 |
| Juventus F.C. – Rangers 1:0 i 0:2 1 13.09 1978 1:0 Virdis 9 2 27.09 1978 0:1 McDonald 19, 0:2 Smith 72 |
| Linfield F.C. – Lillestrøm SK 0:0 i 0:1 1 13.09 1978 2 27.09 1978 0:1 Lonstad 12 (mecz w Oslo) |
| Real Madryt – Progrès Niedercorn 5:0 i 7:0 1 13.09 1978 1:0 Jensen 12, 2:0 Juanito 30, 3:0 del Bosque 40, 4:0 Juanito 72, 5:0 Wolff 83 2 27.09 1978 1:0 Pirri 10, 2:0 Jensen 19, 3:0 Stielike 28, 4:0 Santillana 46, 5:0 Garcia Hernández 65, 6:0 Santillana 87, 7:0 Bossi 90s (mecz w Differdange)                           |
| AEK Ateny – FC Porto 6:1 i 1:4 1 13.09 1978 1:0 Bajević 4, 2:0 Papaioannou 16, 3:0 Bajević 18, 4:0 Nikolau 38, 5:0 Tasos 39, 6:0 Nikoloudia 60, 6:1 Oliveira 81 2 27.09 1978 1:0 Mavros 32, 1:1 Vital 63, 1:2 Teixeira 79, 1:3 Vital 83, 1:4 Gomes 88                                                                         |
| Fenerbahçe SK – PSV Eindhoven 2:1 i 1:6 1 13.09 1978 1:0 Rasit 17, 1:1 Brandts 23, 2:1 Ernin 43 2 27.09 1978 0:1 van der Kuylen 10, 0:2 van der Kuylen 22, 0:3 Deyckers 49, 0:4 Deyckers 55, 0:5 van der Kuylen 71, 0:6 van der Kuylen 74, 1:6 Rasit 87                                                                       |
| KF Vllaznia – Austria Wiedeń 2:0 i 1:4 1 13.09 1978 1:0 Zhega 8, 2:0 Ballgjini 55 2 27.09 1978 0:1 Pants 21, 0:2 Schachner 35, 0:3 Sara 48, 0:4 Schachner 74, 1:4 Hafizi 80 |
| Malmö FF – AS Monaco 0:0 i 1:0 1 13.09 1978 2 27.09 1978 1:0 Kinnvall 35 |
| 1. FC Köln – Íþróttabandalag Akraness 4:1 i 1:1 1 13.09 1978 1:0 Littbarski 12, 2:0 Neumann 26, 2:1 Hallgrimson 30, 3:1 Neumann 39, 4:1 Konopka 72 2 27.09 1978 0:1 Hein 8s – 1:1 van Gool 72 (mecz w Reykjaviku) |
| Zbrojovka Brno – Újpest FC 2:2 i 2:0 1 13.09 1978 0:1 Fekete 44, 0:2 Törocsik 67, 1:2 Kroupa 72, 2:2 Janečka 77 2 27.09 1978 1:0 Došek 11, 2:0 Kroupa 35 |
| FK Partizan – Dynamo Drezno 2:0 i 0:2 (dog), karne 4:5 1 13.09 1978 1:0 Prekazi 5, 2:0 Dżurović 47 2 27.09 1978 0:1 Dörner 8, 0:2 Weber 38 |
| Grasshoppers Club – Valletta FC 8:0 i 5:3 1 13.09 1978 1:0 Ponte 32, 2:0 Sulser 31, 3:0 Ponte 35, 4:0 Sulser 46, 5:0 Sulser 58, 6:0 Sulser 62, 7:0 Sulser 64, 8:0 Wehrli 67 2 27.09 1978 1:0 Sulser 13k, 1:1 Agius 56, 2:1 Ponte 61, 3:1 Traber 69, 4:1 Herbert Hermann 77, 5:1 Traber 78, 5:2 Seychell 83, 5:3 N. Farugia 86 |
| Club Brugge – Wisła Kraków 2:1 i 1:3 1 13.09 1978 1:0 Ceulemans 24, 2:0 Cools 26, 2:1 Kapka 80 2 27.09 1978 0:1 Kmiecik 26, 1:1 van der Eycken 80, 1:2 Lipka 82, 1:3 Krupiński 89 |
| Odense Boldklub – Łokomotiw Sofia 2:2 i 1:2 1 13.09 1978 1:0 M. Nielsen 32, 2:0 M. Nielsen 45, 2:1 Kolew 59, 2:2 Weliczkow 67 2 27.09 1978 1:0 Eriksen 23k, 1:1 Michajłow 26, 1:2 Kostow 50 |
| FC Haka – Dynamo Kijów 0:1 i 1:3 1 13.09 1978 0:1 Bałtacza 74 (mecz w Tampere) 2 27.09 1978 0:1 Wieriemiejew 31, 0:2 Chapsalis 35, 1:2 Ronkainen 71, 1:3 Burjak 85 (mecz w Charkowie) |
| Omonia Nikozja – Bohemian F.C. 2:1 i 0:1 1 13.09 1978 0:1 O’Connor 6k, 1:1 Kanaris 21, 2:1 Philippos 51 2 27.09 1978 0:1 Joyce 27 |

## II runda
| AEK Ateny – Nottingham Forest 1:2 i 1:5 1 18.10 1978 0:1 McGovern 10, 0:2 Birtles 45, 1:2 Tassos 59k 2 1.11 1978 0:1 Needham 12, 0:2 Woodcock 35, 0:3 Andersen 40, 1:3 Bajević 50, 1:4 Birtles 66, 1:5 Birtles 72 |
| Rangers – PSV Eindhoven 0:0 i 3:2 1 18.10 1978 2 1.11 1978 0:1 Lubse 1, 1:1 McDonald 58, 1:2 Deyckers 61, 2:2 Johnstone 66, 3:2 Rüssel 88                                                                         |
| Real Madryt – Grasshoppers Club 3:1 i 0:2 1 18.10 1978 1:0 Juanito 5, 1:1 Sulser 59, 2:1 García Hernández 65, 3:1 Santillana 77 2 1.11 1978 0:1 Sulser 8, 0:2 Sulser 86                                           |
| Dynamo Kijów – Malmö FF 0:0 i 0:2 1 18.10 1978 (mecz w Charkowie) 2 1.11 1978 0:1 Cervin 9, 0:2 Kinnvall 39 |
| Łokomotiw Sofia – 1. FC Köln 0:1 i 0:4 1 18.10 1978 0:1 Zimmermann 58 2 1.11 1978 0:1 D. Müller 20, 0:2 van Gool 52, 0:3 Glowacz 75, 0:4 D.Müller 79,                                                             |
| Bohemian F.C. – Dynamo Drezno 0:0 i 0:6 1 18.10 1978 (mecz w Dundalk) 2 1.11 1978 0:1 Trautmann 39, 0:2 Schmuck 41, 0:3 Riedel 48, 0:4 Trautmann 58, 0:5 Riedel 60, 0:6 Kotte 75k                                 |
| Austria Wiedeń – Lillestrøm SK 4:1 i 0:0 1 18.10 1978 1:0 Gasselich 25, 2:0 Gasselich 34, 3:0 Sara 36, 3:1 Dokken 62, 4:1 Schachner 65 2 1.11 1978 (mecz w Oslo)                                                  |
| Zbrojovka Brno – Wisła Kraków 2:2 i 1:1 1 18.10 1978 0:1 Kmiecik 37, 1:1 Pešice 72k, 2:1 Kroupa 77, 2:2 Maculewicz 87 2 1.11 1978 0:1 Kapka 54, 1:1 Došek 79                                                      |

## 1/4 finału
| Nottingham Forest – Grasshoppers Club 4:1 i 1:1 1 7.03 1979 0:1 Sulser 11, 1:1 Birtles 31, 2:1 Robertson 47k, 3:1 Gemmil 87, 4:1 Lloyd 89 2 21.03 1979 0:1 Sulser 33k, 1:1 O’Neill 38           |
| 1. FC Köln – Rangers 1:0 i 1:1 1 6.03 1979 1:0 D. Müller 58 2 22.03 1979 1:0 D. Müller 48, 1:1 McLean 86                                                                                        |
| Wisła Kraków – Malmö FF 2:1 i 1:4 1 7.03 1979 0:1 Hansson 13, 1:1 Nawałka 26, 2:1 Kmiecik 85 2 21.03 1979 1:0 Kmiecik 58, 1:1 Ljungberg 65k, 1:2 Ljungberg 72, 1:3 Cervin 82, 1:4 Ljungberg 90k |
| Austria Wiedeń – Dynamo Drezno 3:1 i 0:1 1 7.03 1979 0:1 Weber 9, 1:1 Schachner 20, 2:1 Zach 86, 3:1 Schachner 90 2 21.03 1979 0:1 Riedel 42k                                                   |

## 1/2 finału
| Nottingham Forest – 1. FC Köln 3:3 i 1:0 1 11.04 1979 0:1 van Gool 6, 0:2 D. Müller 20, 1:2 Birtles 28, 2:2 Bowyer 53, 3:2 Robertson 63, 3:3 Okudera 85 2 25.04 1979 1:0 Bowyer 65 |
| Austria Wiedeń – Malmö FF 0:0 i 0:1 1 11.04 1979 2 25.04 1979 0:1 Hansson 47 |

## Finał
| 30 maja 1979 Monachium Olympiastadion (57 500) Nottingham Forest – Malmö FF 1:0 (1:0) Sędzia: Erich Linemayr (Austria) Bramki: 1:0 Trevor Francis 45 Nottingham Forest Football Club (trener Brian Clough): Peter Shilton – Viv Anderson, Larry Lloyd, Kenny Burns, Frank Clark, Trevor Francis, John McGovern (kapitan), Ian Bowyer, John Robertson, Tony Woodcock, Garry Birtles Malmö Fotbollförening (trener Robert Houghton): Jan Möller – Roland Andersson, Kent Jönsson, Magnus Andersson, Ingemar Erlandsson, Staffan Tapper (36 Claes Malmberg), Anders Ljungberg, Robert Prytz, Jan Olov Kinnvall, Tommy Hansson (83 Tommy Andersson), Tore Cervin |